# Miracast
Miracast је стандард за бежично повезивање уређаја, као што су лаптопови, таблети и паметни телефони, ради приказа слике на уређајима као што су телевизори, монитори или пројектори. Може се грубо описати као "HDMI over Wi-Fi", односно замењује кабел од уређаја до монитора. "Wi-Fi Alliance" је покренула програм сертификације крајем 2012. године. Уређаји који су Miracast сертификовани могу међусобно комуницирати невезано за произвођача. Адаптери је могуће повезати на HDMI или USB порт, омогућавајући уређајима без уграђене Miracast подршке повезивање преко Miracast-а
Miracast користи peer-to-peer Wi-Fi Direct стандард. Он омогућава слање видео сигнала у  HD резолуцији до 1080 пиксела (H.264 codec) и 5.1 surround звука. Конекција се остварује преко WPS и осигурана је са WPA2 протоколом. На интернет слоју се користи IPv4 протокол а на транспортном TCP или UDP.

## Уређаји
- одржава листу сертификованих уређаја, којих има преко 6700 до 9. марта 2017. године.
- је 2012. године најавила подршку за њену Tegra 3 платформу. Freescale Semiconductor, Texas Instruments, Qualcomm, Marvell Technology Group и остали прозвођачи чипова су такође најавили своје планове за подршку.

Оба уређаја (пошиљалац и прималац сигнала) мкорају бити Miracast сертификовани да би технологија радила.